# 旱田草
旱田草（学名：Lindernia ruellioides）为玄参科母草属下的一个种。

## 扩展阅读
- 維基物種上的相關：旱田草